# Philobiblon
Philobiblon je sbírka esejů týkajících se pořizování knih, uchovávání a spravování knižních sbírek. Její název je odvozen z řeckého „láska ke knihám“.
Autorem je středověký anglický bibliofil Richard de Bury. Knihu napsal krátce před svou smrtí v roce 1345. Účelem Philobiblonu bylo „povzbudit snahu o získávání vědomostí obsažených v knihách, ospravedlnit čas a peníze jim věnované [de Bury] a poskytnout praktické rady, jak řídit knihovnu“. Philobiblon byl napsán latinsky, jak bylo tehdy obvyklé. Je rozdělen do dvaceti kapitol, z nichž každá zpracovává jiné téma z oblasti shromažďování knih.
Zda byl de Bury skutečně autorem Philobiblonu je předmětem diskusí. Polemika vznikla, protože de Buryho životopisec Chambres vůbec tuto knihu nezmiňuje v jeho životopise. Mělo se zato, že autorem byl de Buryho kaplan Robert Holkot. Na podporu této teorie byly shromážděny četné důkazy. Dnes se ovšem většina odborníků shoduje, že Philobiblon je opravdu napsaný de Burym, hlavně kvůli autobiografické povaze knihy.

## Původ
Podle jednoho z učenců je Philobiblon „jedním z nejdelších dochovaných středověkých textů o vedení knihovny“. Název je odvozen z řeckého „láska ke knihám“. Obsahuje několik novinek, jako například postupy při řízení oběhu knih mezi studenty univerzit v Durhamu a Oxfordu. Byl používán otevřený systém (čtenáři procházejí mezi regály a sami si mohou vybírat knihy), což se lišilo od převládajícího uzavřeného systému (knihy předávali knihovníci). Vzdělanci v patnáctém století velmi často Philobiblon citovali. Tomáš Kempenský, autor náboženské knihy Následování Krista, si vypůjčil celou kapitolu Philobiblonu do jednoho ze svých děl a Mathaus Hummel z něho četl při otevírání univerzity ve Freiburgu.
Philobiblon se odvolává na verzi bible Vulgata tak často, že tyto reference představují přibližně jednu čtrnáctinu celé knihy.
De Buryho dědictví: „Philobiblon je jediná památka na toho, kdo tak moc miloval knihy ve století a zemi, které je měly rády tak málo“.
Kniha Philobiblon byla napsána roku 1345 a od té doby častokrát vytištěna. První výtisk pochází z Kolína nad Rýnem z roku 1473, druhý ze Špýru z roku 1483 a třetí z Paříže z roku 1500. Uplynulo téměř sto let, než byl Philobiblon znovu vydán, tentokrát roku 1599 v Anglii Thomasem Jamesem, knihovníkem v Bodleyově knihovně. Poté byl vydán v Německu v letech 1610, 1614 a 1674. Tato vydání vychází z původní verze z Kolína nad Rýnem z roku 1473. Dále byla kniha v roce 1703 zveřejněna J. A. Schmidtem v dodatku k pojednání o knihovnách. Anonymně byla vydána v angličtině roku 1832. Následoval francouzský překlad, vydaný spolu s latinským textem roku 1856. Poprvé byla vytištěna ve Spojených státech roku 1861. Po roce 1888 byla znovu vydána téměř dvacetkrát. Vydání z roku 1888 (Londýn: Kegan Paul, Trench, & Co.) bylo dílem Ernesta C. Thomase, jenž strávil 15 let úpravou a překladem textu do angličtiny. Jeho překlad byl znovu vydán v Londýně roku 1902 Alexanderem Moringem. Prvním překladatelem Philobiblonu do němčiny byl rakouský spisovatel a bibliofil Franz Blei. Do češtiny byl Philobiblon přeložen Janem Kiesleitnerem, vydán roku 1931 a poté 1938 Jaroslavem Pickou s ilustracemi Jana Konůpka. 

## Seznam kapitol
Kapitoly:
Předmluva
1. Poklad moudrosti je obsažen hlavně v knihách
2. Rozumná míra lásky, kterou dlužíme knihám
3. Jak posuzovat cenu knih při koupi
4. Stížnost knih vůči klerikům a hodnostářům
5. Stížnost knih vůči mnichům z klášterů, kteří je vlastní
6. Stížnost knih vůči žebravým mnichům
7. Stížnost knih vůči válkám – „TY NEJVYŠŠÍ, JENŽ DÁVÁŠ A MILUJEŠ MÍR, rozežeň národy, které tak rády válčí, což je nebezpečnější pro knihy než všechny jiné osudové rány. Nespoutané války ničí vše, co jim přijde do cesty, a protože jim rozum nebrání, ničí zdroje rozumu bez rozlišení.“ Píše se na začátku této kapitoly.
8. Jak se nám naskytne spousta příležitostí ke sbírání knih
9. I když dáváme přednost klasickým dílům, neodsuzujeme moderní studie
10. O postupném zdokonalování knih
11. Proč upřednostňujeme knihy svobodných umění před právnickými
12. Proč dáváme knihy o gramatice tak pečlivě upravovat
13. Proč zcela neodmítáme fantazie básníků
14. Kdo by měl nejvíce milovat knihy
15. O výhodách lásky ke knihám
16. Je záslužné psát nové knihy a opravovat staré
17. Jak slušně zacházet s knihami při péči o ně
18. Shromáždili jsme velkou sbírku knih pro obecnou podporu studentů, a nejen pro vlastní potěšení
19. Jakým způsobem půjčujeme všechny naše knihy studentům
20. Prosba vzdělancům a studentům, aby nám byli nápomocni modlitbou